# Regnenses
Los Regnenses, Regni o Regini, fue una civitas de la Britania Romana. Su capital fue Noviomagus Reginorum conocida hoy como Chichester en la moderna Sussex Occidental

## La Gente del Rey Cogidubno
Antes de la conquista romana, su tierra y su capital parecen haber sido parte del territorio de los Atrebates, posiblemente como parte de una confederación de tribus. Se ha sugerido que, después de la primera fase de la conquista, los romanos mantuvieron a los Atrebates como un reino cliente nominalmente independiente, actuando como un amortiguador entre la provincia romana en el este y las tribus no conquistadas en el oeste. El gobernante del reino era Tiberio Claudio Cogidubno: Tácito decía que "quaedam civitates Cogidumno regi donatae (ciertas civitates fueron dadas al Rey Cogidubno)" y comenta su lealtad. Una inscripción del siglo I encontrada en Chichester proporciona sus nombres en latín, indicando que Claudio o Nerón le dieron la ciudadanía romana. Cogidubno pudo haber sido un pariente de Verica, el rey Atrebatiano cuyo derrocamiento fue la excusa para la conquista. Después de la muerte de Cogidubno, el reino se habría incorporado a la provincia romana directamente gobernada y se habría dividido en varias civitates, incluyendo los Atrebates, Belgae y Regnenses.